# Pierre de Guethem
 (juin 2018).
Si vous disposez d'ouvrages ou d'articles de référence ou si vous connaissez des sites web de qualité traitant du thème abordé ici, merci de compléter l'article en donnant les références utiles à sa vérifiabilité et en les liant à la section « Notes et références ».
 (juin 2018).
Pierre de Guethem est un militaire français né en 1659 à Tourcoing et mort dans la même ville en 1709.
Colonel des armées impériales, il prend part aux campagnes militaires des Habsbourgs à partir du siège de Vienne (1683) et devient le chef des commandos du prince Eugène à la tête desquels il capture le maréchal de Villeroy lors du siège de Crémone, puis tente d'enlever le Grand Dauphin à Versailles.
Le Mercure de France, le duc de Saint-Simon et Voltaire ont relaté les actions de cet aventurier fameux à son époque. Sa ville natale lui rend hommage par une rue à son nom et un géant à son image.

## Biographie
Pierre de Guethem naît à Tourcoing en 1659, de Jacques Guethem et de Marie Tiberghien. Bientôt, le bourg est pris dans les combats et les habitants se réfugient aux quatre coins de l’Europe. À vingt ans, Pierre débarque dans les Pays-Bas espagnols sans un « rouche doupe » en poche et se place comme valet de pied, et apprend alors le solfège, un peu de violon. Son maître, Maximilien-Emmanuel de Bavière, amateur de musique, le prend dans son orchestre. Un jour, Maximilien part pour la guerre et il emmène ses joueurs avec lui.
Sur les champs de bataille, Guethem se découvre une âme de soldat. Il échange son violon et son archet contre un mousquet et des balles. Il se distingue particulièrement au siège de Vienne, où il arrache aux Ottomans un étendard de soie. Il envoie le trophée à Tourcoing, où il existe toujours au musée du Carillon. Guethem poursuit sa course à travers les combats. On cite ses faits d’armes à la campagne de Hongrie, aux prises des villes de Neuchâtel, Bade, ou encore Belgrade.
En 1702, le général en chef Carignan charge le major Guethem d’assiéger Crémone. La ville, ceinturée de remparts et défendue par le maréchal de Villeroy, semble imprenable. Guethem apprend qu’un ancien égout passe sous les remparts et aboutit au cœur même de Crémone, chez le chanoine Cassoli. Guethem arrive à faire savoir à don Cassoli qu’il lui donnera un évêché s’il consent à déboucher l’égout, celui-ci accepte. Par l’ouverture déblayée, Guethem et ses hommes se répandent la nuit dans Crémone et ouvrent les portes de la ville aux assiégeants. Le maréchal de Villeroy est fait prisonnier et toute la garnison avec lui.
Guethem connaît alors la gloire: il est anobli et reçoit le grade de colonel. Dans les années qui suivent, il remporte ainsi de nombreuses batailles. Sous les ordres du duc de Marlborough, il joue encore un tour au maréchal de Villeroy et gagne la bataille de Ramillies.
Quand les troupes rançonnent les Flandres, la consigne est formelle: épargner gens et biens de la paroisse de Tourcoing.

### L'échec du rapt du Dauphin
Guethem décide au printemps de 1707 un coup sans pareil: s’emparer du Dauphin de France. Avec une trentaine d'hommes déguisés en marchands de chevaux, il traverse les lignes de feu et arrive à Versailles.
Pendant ce temps, Louis XIV chasse le loup en forêt de Marly. Pierre de Guethem poste ses hommes derrière les arbres, au lieu-dit « le Point du Jour ». Quand, en grand équipage, palefreniers devant et derrière, passe le carrosse aux armes de France, Guethem et ses hommes se précipitent au-devant des chevaux. Le colonel ouvre la porte, mais ce n’est pas le dauphin qu’il trouve assis sur les coussins du carrosse mais un homme d’âge, le marquis de Béringhem, qu’on appelle à la cour M. le Premier.
Pierre de Guethem se montre plein d’égards pour son prisonnier. Il l’installe dans une chaise à porteur et se hâte vers la route de Flandre.
Entretemps, le carrosse aux armes de France est revenu à vide au château de Versailles. Le roi Louis XIV éclate de colère, les dames de la cour s’évanouissent, la police lance des recherches dans tout le pays. Les soldats du roi rattrapent de Guethem en Picardie. Il devient à son tour prisonnier. À son tour aussi M. le Premier se montre plein d’égards pour lui et le ramène à Paris.
Bien qu'ayant emprisonné un maréchal à Crémone et avoir voulu s’emparer du fils du roi, il n'est pas pendu.
Louis XIV remet à M. de Béringhem le sort de son ravisseur. Alors, M. le Premier ouvre à deux battants au colonel de Guethem les salons de Versailles. On lui pardonne de si bon cœur qu’on l’invite peu de jours après à la revue des gardes du corps. Sur un cheval des écuries du roi, Pierre de Guethem parade aux côtés de Jacques II d'Angleterre, du dauphin de France et du duc de Bourgogne. Après la revue, voici le roi.
De Béringhem présente de Guethem à Louis XIV :
- Monsieur le Premier, dit le roi, se loue fort des traitements qu’il a reçus de vous. On ne saurait faire la guerre trop honnêtement...
- Sire, répond Guethem, je suis si étonné de me trouver devant le plus grand roi du monde et qui me fait l’honneur de me pardonner que je n’ai pas la force de répondre.
Louis XIV se montre fort aise de cette réplique, toute la cour répète la phrase. On invite partout le colonel, on lui donne des gens pour le servir, il va au théâtre, il écoute les concerts dans les salons. On le comble de cent manières.
Il décide finalement de repartir pour Tourcoing. Quand il quittera Paris M. le Premier le suppliera d’accepter une bourse pleine de pièces d’or. Pierre de Guethem prend ainsi sa retraite dans sa ville natale pour y mourir deux ans plus tard, en 1709.